# 黃志達 (1940年左右)
黃志達，中華民國（台灣）企業家、政治人物，曾任中華民國全國工業總會理事、台灣區木器同業公會理事，後代表中國國民黨在工業團體當選為第一屆第三次增額立法委員。